# Myrmeciza laemosticta
Myrmeciza laemosticta là một loài chim trong họ Thamnophilidae.